# Protapanteles theivorae
Protapanteles theivorae är en stekelart som först beskrevs av Roy D. Shenefelt 1972.  Protapanteles theivorae ingår i släktet Protapanteles och familjen bracksteklar. Arten är reproducerande i Sverige. Inga underarter finns listade i Catalogue of Life.